# Lista över originalberättelser om Sherlock Holmes
Originalberättelserna om Sherlock Holmes är de 56 noveller och 4 romaner som Arthur Conan Doyle publicerade om sin mästerdetektiv Sherlock Holmes mellan 1887 och 1927. Samtliga publicerades först i någon tidskrift innan de trycktes i bokform. De första två Holmes-berättelserna var romaner. Från och med den första novellen, En skandal i Böhmen, publicerades samtliga Holmes-berättelser i den engelska tidskriften The Strand vilket blev Holmes-figurens stora succé. De illustrerades av Sidney Paget fram till dennes död, varefter flera olika tecknare anlitades för att göra teckningar till berättelserna.
De fem novellsamlingarna gavs ursprungligen ut 1892, 1894, 1905, 1917 och 1927. Innehållet kan variera något mellan olika utgåvor. Nutida Sherlock Holmes-samlingar innehåller ofta berättelser från flera av de ursprungliga novellsamlingarna. 

## Lista över originalberättelser
| Publicerad år | Namn                              | Originaltitel                               | Publicerad i novellsamling        | Bok utgiven | På svenska år |
| ------------- | --------------------------------- | ------------------------------------------- | --------------------------------- | ----------- | ------------- |
| 1887          | En studie i rött                  | A Study in Scarlet                          | (roman)                           | 1888        | ?             |
| 1890          | De fyras tecken                   | The Sign of the Four                        | (roman)                           | 1890        | ?             |
| 1891          | En skandal i Böhmen               | A Scandal in Bohemia                        | The Adventures of Sherlock Holmes | 1892        | ?             |
| 1891          | De rödhårigas förening            | The Red-headed League                       | The Adventures of Sherlock Holmes | 1892        | ?             |
| 1891          | Den försvunne brudgummen          | A Case of Identity                          | The Adventures of Sherlock Holmes | 1892        | ?             |
| 1891          | Mysteriet i Boscombe Valley       | The Boscombe Valley Mystery                 | The Adventures of Sherlock Holmes | 1892        | ?             |
| 1891          | De fem apelsinkärnorna            | The Five Orange Pips                        | The Adventures of Sherlock Holmes | 1892        | ?             |
| 1891          | Mannen med den kluvna läppen      | The Man with the Twisted Lip                | The Adventures of Sherlock Holmes | 1892        | ?             |
| 1892          | Den blå karbunkeln                | The Adventure of the Blue Carbuncle         | The Adventures of Sherlock Holmes | 1892        | ?             |
| 1892          | Det spräckliga bandet             | The Adventure of the Speckled Band          | The Adventures of Sherlock Holmes | 1892        | ?             |
| 1892          | Den avhuggna tummen               | The Adventure of the Engineer's Thumb       | The Adventures of Sherlock Holmes | 1892        | ?             |
| 1892          | Den ogifte lorden                 | The Adventure of the Noble Bachelor         | The Adventures of Sherlock Holmes | 1892        | ?             |
| 1892          | Beryllkronan                      | The Adventure of the Beryl Coronet          | The Adventures of Sherlock Holmes | 1892        | ?             |
| 1892          | Blodbokarna                       | The Adventure of the Copper Beeches         | The Adventures of Sherlock Holmes | 1892        | ?             |
| 1892          | Silverbläsen                      | The Adventure of Silver Blaze               | The Memoirs of Sherlock Holmes    | 1894        | ?             |
| 1892          | Det gula ansiktet                 | The Adventure of the Yellow Face            | The Memoirs of Sherlock Holmes    | 1894        | ?             |
| 1893          | Pappkartongen                     | The Adventure of the Cardboard Box          | His Last Bow                      | 1917        | ?             |
| 1893          | Börsmäklarens biträde             | The Stockbroker's Clerk                     | The Memoirs of Sherlock Holmes    | 1894        | ?             |
| 1893          | Gloria Scott                      | The Gloria Scott                            | The Memoirs of Sherlock Holmes    | 1894        | ?             |
| 1893          | Musgraves ritual                  | The Adventure of the Musgrave Ritual        | The Memoirs of Sherlock Holmes    | 1894        | ?             |
| 1893          | Lantjunkarna i Reigate            | The Adventure of the Reigate Squire         | The Memoirs of Sherlock Holmes    | 1894        | ?             |
| 1893          | Krymplingen                       | The Adventure of the Crooked Man            | The Memoirs of Sherlock Holmes    | 1894        | ?             |
| 1893          | Den hemlighetsfulle patienten     | The Resident Patient                        | The Memoirs of Sherlock Holmes    | 1894        | ?             |
| 1893          | Den grekiske tolken               | The Greek Interpreter                       | The Memoirs of Sherlock Holmes    | 1894        | ?             |
| 1893          | Flottfördraget                    | The Naval Treaty                            | The Memoirs of Sherlock Holmes    | 1894        | ?             |
| 1893          | Det sista problemet               | The Final Problem                           | The Memoirs of Sherlock Holmes    | 1894        | ?             |
| 1901 - 1902   | Baskervilles hund                 | The Hound of the Baskervilles               | (roman)                           | 1902        | ?             |
| 1903          | Det tomma huset                   | The Adventure of the Empty House            | The Return of Sherlock Holmes     | 1905        | ?             |
| 1903          | Byggmästaren i Norwood            | The Adventure of the Norwood Builder        | The Return of Sherlock Holmes     | 1905        | ?             |
| 1903          | De dansande figurerna             | The Adventure of the Dancing Men            | The Return of Sherlock Holmes     | 1905        | ?             |
| 1904          | Den ensamme cyklisten             | The Adventure of the Solitary Cyclist       | The Return of Sherlock Holmes     | 1905        | ?             |
| 1904          | Klosterskolan                     | The Adventure of the Priory School          | The Return of Sherlock Holmes     | 1905        | ?             |
| 1904          | Svarte Peter                      | The Adventure of Black Peter                | The Return of Sherlock Holmes     | 1905        | ?             |
| 1904          | Charles Augustus Milverton        | The Adventure of Charles Augustus Milverton | The Return of Sherlock Holmes     | 1905        | ?             |
| 1904          | De sex napoleonbysterna           | The Adventure of the Six Napoleons          | The Return of Sherlock Holmes     | 1905        | ?             |
| 1904          | De tre studenterna                | The Adventure of the Three Students         | The Return of Sherlock Holmes     | 1905        | ?             |
| 1904          | Den guldbågade pincenén           | The Adventure of the Golden Pince-Nez       | The Return of Sherlock Holmes     | 1905        | ?             |
| 1904          | Den försvunne rugbybacken         | The Adventure of the Missing Three-Quarter  | The Return of Sherlock Holmes     | 1905        | ?             |
| 1904          | Abbey Grange                      | The Adventure of Abbey Grange               | The Return of Sherlock Holmes     | 1905        | ?             |
| 1904          | Den andra fläcken                 | The Adventure of the Second Stain           | The Return of Sherlock Holmes     | 1905        | ?             |
| 1908          | Wisteria Lodge                    | The Adventure of Wisteria Lodge             | His Last Bow                      | 1917        | ?             |
| 1908          | Bruce-Partingtons undervattensbåt | The Adventure of the Bruce-Partington Plans | His Last Bow                      | 1917        | ?             |
| 1910          | Djävulsfotroten                   | The Adventure of the Devil's Foot           | His Last Bow                      | 1917        | ?             |
| 1911          | Den röda cirkeln                  | The Adventure of the Red Circle             | His Last Bow                      | 1917        | ?             |
| 1911          | Lady Frances Carfax försvinnande  | The Disappearance of Lady Frances Carfax    | His Last Bow                      | 1917        | ?             |
| 1913          | Den döende detektiven             | The Adventure of the Dying Detective        | His Last Bow                      | 1917        | ?             |
| 1914 - 1915   | Fasans dal                        | The Valley of Fear                          | (roman)                           | 1905        | ?             |
| 1917          | Hans sista bragd                  | His Last Bow                                | His Last Bow                      | 1917        | ?             |
| 1921          | Mazarinstenen                     | The Adventure of the Mazarin Stone          | The Case-Book of Sherlock Holmes  | 1927        | ?             |
| 1922          | Thor Bridge                       | The Problem of Thor Bridge                  | The Case-Book of Sherlock Holmes  | 1927        | ?             |
| 1923          | Den krypande mannen               | The Adventure of the Creeping Man           | The Case-Book of Sherlock Holmes  | 1927        | ?             |
| 1924          | Vampyren i Sussex                 | The Adventure of the Sussex Vampire         | The Case-Book of Sherlock Holmes  | 1927        | ?             |
| 1925          | Tre herrar Garrideb               | The Adventure of the Three Garridebs        | The Case-Book of Sherlock Holmes  | 1927        | ?             |
| 1925          | Den förnäme klienten              | The Adventure of the Illustrious Client     | The Case-Book of Sherlock Holmes  | 1927        | ?             |
| 1926          | Tre Gavlar                        | The Adventure of the Three Gables           | The Case-Book of Sherlock Holmes  | 1927        | ?             |
| 1926          | Den dödsbleke soldaten            | The Adventure of the Blanched Soldier       | The Case-Book of Sherlock Holmes  | 1927        | ?             |
| 1926          | Lejonmanen                        | The Adventure of the Lion's Mane            | The Case-Book of Sherlock Holmes  | 1927        | ?             |
| 1927          | Färghandlarens kassavalv          | The Adventure of the Retired Colourman      | The Case-Book of Sherlock Holmes  | 1927        | ?             |
| 1927          | Den beslöjade hyresgästen         | The Adventure of the Veiled Lodger          | The Case-Book of Sherlock Holmes  | 1927        | ?             |
| 1927          | Shoscombe Old Place               | The Adventure of Shoscombe Old Place        | The Case-Book of Sherlock Holmes  | 1927        | ?             |

## Kanon och apokryfer
Dessa 60 detektivberättelser om Sherlock Holmes av Arthur Conan Doyle berättelser brukar av de särskilt Holmes-intresserade ofta benämnas kanon och på engelska versaliserat "The Canon", på svenska ibland kallat "conanen". Detta hänger ihop med hur anhängare till den store fiktive detektiven har kämpat med att få åtskilliga motstridigheter i berättelserna att gå ihop samt lyckas pricka in årtalet då de förmodas utspelas på en tidslinje, allt utifrån antagandet att berättelserna skildrar faktiska händelser och personer som har funnits. På engelska kallas detta ofta The Sherlockian Game alternativt The Great Game, och det har publicerats flera böcker på ämnet. Enligt deckarförfattaren Dorothy Sayers som själv bidragit till dessa efterforskningar var den förste att göra detta den engelske prästen Ronald Knox, vars Studies in the Literature of Sherlock Holmes publicerades 1928 i hans textsamling Essays of Satire. Redskap som används i denna lek är bland annat samma litteraturvetenskapliga metoder som under 1800-talet användes för att reda ut verklighetsbakgrunden bakom de bibliska berättelserna, inklusive den högre kritiken, även kallat den historisk-kritiska metoden som försöker förstå den värld texten skrevs i för att kunna tolka dess innebörd. 
Utöver dessa 60 berättelser finns några småberättelser av Arthur Conan Doyle, som om man tillämpar begreppet kanon kallas apokryfa. De är ofta skrivna för något speciellt sammanhang. Ett exempel är Hur Watson lärde sig knepet,(How Watson Learned the Trick), en berättelse om 530 ord som skrevs för att rymmas i en så liten bok att den skulle få plats i ett dockskåp som tillverkades för att ges som gåva till den dåvarande engelska drottningen Mary av Teck. Hit hör även ett par teatermanus, inklusive Doyles första utkast till pjäsen Sherlock Holmes som sedan bearbetades av William Gillette samt av Doyle själv i ett par omgångar. En annan sorts Doyle-apokryfer är berättelser författade av honom där en icke namngiven person eller detektiv omnämns, som eventuellt skulle kunna vara Sherlock Holmes. En tredje sort är texter av Doyle om Sherlock Holmes som inte är fiktion, utan beskriver exempelvis hans egen syn på figuren och fenomenet Sherlock Holmes. 
Andra "apokryfa" berättelser är detektivberättelser om Sherlock Holmes som skrivits av andra än Doyle. Hit hör Holmes-berättelser författade av allt från Arthur Conan Doyle son Adrian Doyle till den svenske författaren och prästen Oskar Wågman (1849–1913) som släppte ett par böcker med Holmes-berättelser under pseudonymen Sture Stig. Sådana berättelser produceras fortfarande i form av publicerade böcker och såväl som i form av fan fiction på internet. De flesta av dessa är antingen pastischer som skapar nya detektivberättelser eller parodier. Somliga fokuserar mer på andra figurer i Doyles böcker än på Sherlock Holmes. Ett framgångsrikt försök att stoppa in en kvinnlig medhjälpare till den store detektiven är Laurie R. Kings berättelser om Mary Russel, som börjar lösa detektivgåtor tillsammans med den egentligen pensionerade Sherlock Holmes. Nancy Springers böcker om Enola Holmes (den första filmatiserad som Enola Holmes) har en tänkt syster till Sherlock Holmes i huvudrollen.